# Ri (kana)
り în hiragana sau リ în katakana, (romanizat ca ri) este un kana în limba japoneză care reprezintă o moră. Caracterele hiragana și katakana sunt scrise fiecare cu două linii. Kana り și リ reprezintă sunetul pronunție în japoneză [ɽi] ~ [ɾi] ⓘ.
Originea caracterelor り și リ este caracterul 利.

## Folosire în limba ainu
În limba ainu, katakana minuscul ㇼ reprezintă sunetul r final după sunetul i (イㇼ = ir).

## Forme
| Formă                                   | Rōmaji              | Hiragana             | Katakana             |
| --------------------------------------- | ------------------- | -------------------- | -------------------- |
| Fără semne diacritice: r- (ら行 ra-gyō) | ri                  | り                   | リ                   |
| Fără semne diacritice: r- (ら行 ra-gyō) | rii rī              | りい, りぃ りー      | リイ, リィ リー      |
| Versiunea yōon: ry- (りゃ行 rya-gyō)    | rya                 | りゃ                 | リャ                 |
| Versiunea yōon: ry- (りゃ行 rya-gyō)    | ryaa ryā, ryah      | りゃあ りゃー        | リャア リャー        |
| Versiunea yōon: ry- (りゃ行 rya-gyō)    | ryu                 | りゅ                 | リュ                 |
| Versiunea yōon: ry- (りゃ行 rya-gyō)    | ryuu ryū            | りゅう りゅー        | リュウ リュー        |
| Versiunea yōon: ry- (りゃ行 rya-gyō)    | ryo                 | りょ                 | リョ                 |
| Versiunea yōon: ry- (りゃ行 rya-gyō)    | ryou ryoo ryō, ryoh | りょう りょお りょー | リョウ リョオ リョー |

| \| Rōmaji \| Hiragana \| Katakana \| \| ------ \| -------- \| -------- \| \| (rya) \| (りゃ) \| (リャ) \| \| (ryi) \| (りぃ) \| (リィ) \| \| (ryu) \| (りゅ) \| (リュ) \| \| rye \| りぇ \| リェ \| \| (ryo) \| (りょ) \| (リョ) \| |          |          |
| Rōmaji | Hiragana | Katakana |
| (rya) | (りゃ)   | (リャ)   |
| (ryi) | (りぃ)   | (リィ)   |
| (ryu) | (りゅ)   | (リュ)   |
| rye | りぇ     | リェ     |
| (ryo) | (りょ)   | (リョ)   |

## Ordinea corectă de scriere
|                                      |
| Ordinea corectă de scriere pentru り |

|                                      |
| Ordinea corectă de scriere pentru リ |

## Alte metode de scriere
- Braille:

| ・－ ・・ －－ |

- Codul Morse: －－・